# Стабії

Міста в Неаполітанській затоці, які припинили своє існування після виверження Везувію в 79 році.

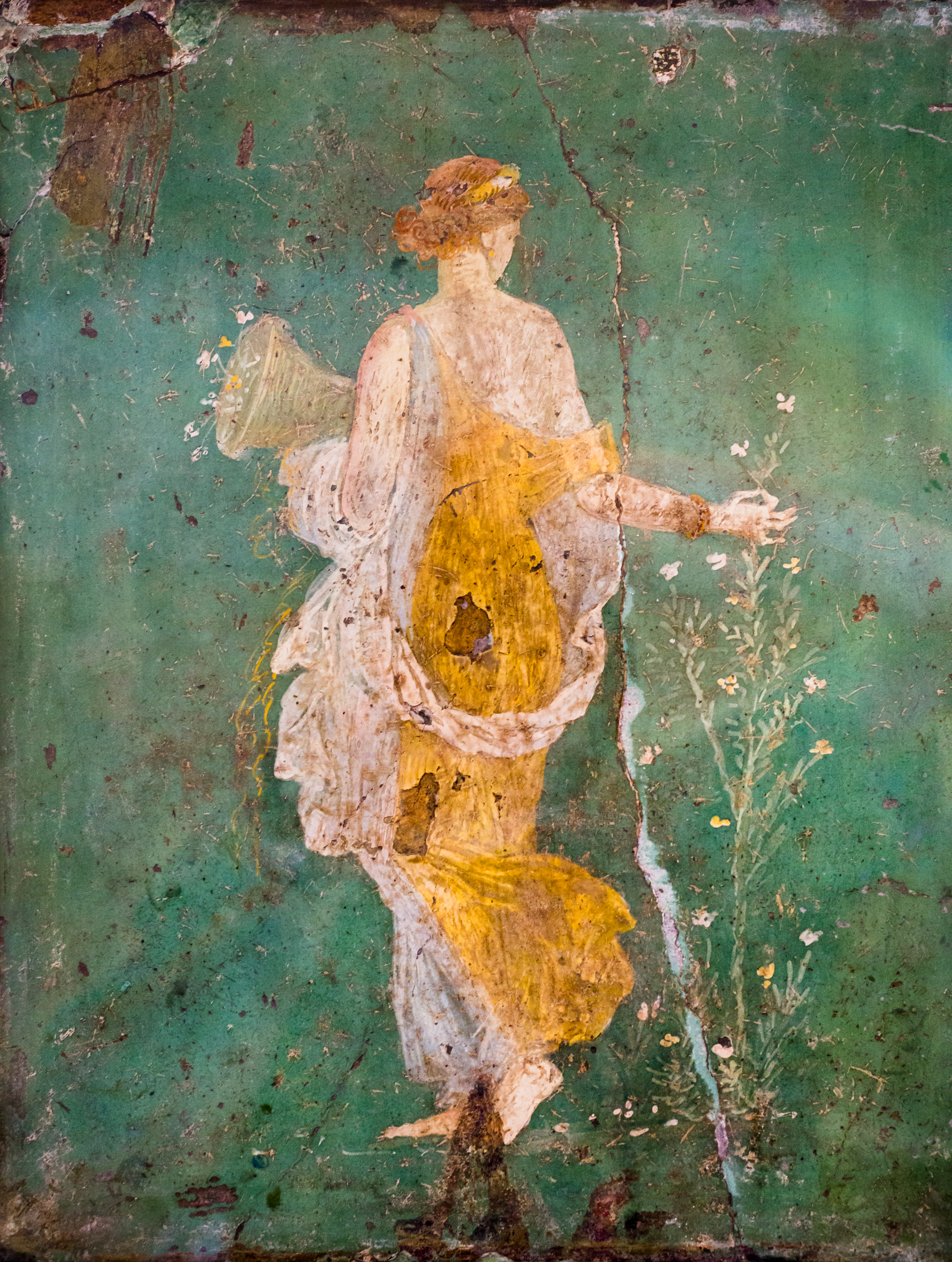
Богиня Флора або Прозерпіна, фреска з вілли Аріадни, Стабії. Археологічний музей, Неаполь.

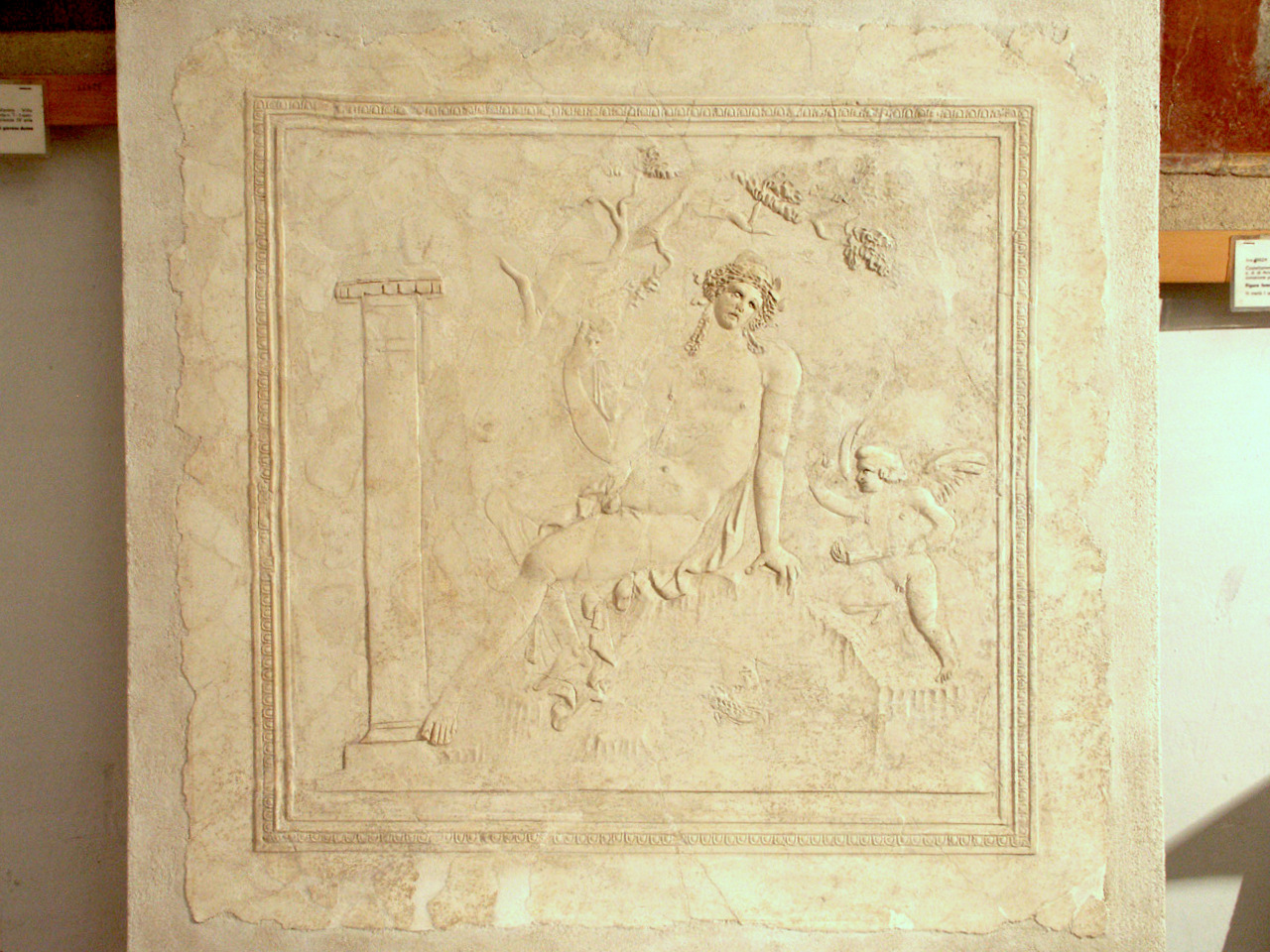
Низький рельєф з фігурою.

40°42′11″ пн. ш. 14°29′56″ сх. д. / 40.703055555556° пн. ш. 14.498888888889° сх. д.
Стабії (лат. Stabiae) — давньоіталійське місто на березі Неаполітанської затоки, за 15 км від Везувію. Руїни Стабії розташовуються неподалік від сучасного населеного пункту Кастелламмаре-ді-Стабія.

## Місцевість
Стабії були розташовані неподалік від Помпей в передгір'ях Латтарі (в перекладі — Молочні гори). Гори Латтарі оточують долину річки Сарно з півдня. Термальні джерела і гірське повітря і уславили місцевість.

## Історія
Про те, що сприятливий клімат приваблював поселення людей в цьому районі ще в VII до нашої ери, свідчить підтвердження матеріалів, знайдених у величезному некрополі, виявленому в 1957 році через Мадонну делле Гразі, розташовану між Граньяно та Санта-Марія-ла-Каріта, які показують стратегічну та комерційне значення Stabiae в архаїчний період. Некрополь із понад 300 гробниць, що містять імпортні гончарні вироби коринфського, етруського, халкідійського та аттичного походження, чітко свідчить про те, що місто мало великі комерційні контакти. Некрополь, що займає площу 15 000 м², використовувався з VII по кінець III століть до нашої ери і показує складні етнічні зміни населення з приходом нових народів, таких як етруски, які відкрили нові контакти
Стародавні Стабії були побудовані на схилі Варано, природні особливості схила використані як бастіон для захисту міста. Поряд — Стабіанська бухта Неаполітанської затоки, яка стала природним портом. В Самнітську добу (V–I ст. до н. е.) Стабії входили до союзу південнокампанських міст зі століцею в місті Нуцерія. Стабії було поселенням осків. В роки другої Пунічної війни (218–201 р. до н. е.) мешканці стабій билися на боці Риму проти Карфагену. Про це сповіщав історик Силліо Італійський в книзі «Пуніко». Але з часом — політика змінилася. 30 квітня 89 до н. е. під час Союзницької війни самніти воювали проти римлян і армія Сулли покарала місто, яке було вщент зруйноване римськими вояками.
Місто, як таке не відновлювалося. Але його місцевість була використана як курорт для будівництва вілл вищої аристократії через наявність мінеральних вод. На родючіх землях околиць колишнього міста і створена низка вілл. За ними і закріпилася назва міста, знищеного римлянами. В 79 н. е. вілли поховані під попелом під час виверження Везувію.
Поселення Стабії було виявлене в 1749 році Р. Дж. Алькубьєрре і частково ним розкопане в 1749–1782 роках. Це були хижацькі розкопки для видобутку мистецьких скарбів для родини Бурбонів. Проте, після розкопок руїни було засипано(що законсервувало їх), втрачено й знову відкрито в 1950-х роках. В 1957 році знайдено некрополь з 300 поховань на шляху до міста Нуцерія, датований VII–III століть до н. е. В похованях археологами знайдені керамічні вироби і вази з островів Стародавньої Греції, Коринфу і Аттики.
Стабіанські вілли доби Риму уславились як невеликий інтелектуальний центр, пов'язаний з іменами деяких римських істориків, письменників. Поблизу від Стабій загинув Пліній Старший, що прибув сюди під час виверження вулкана аби врятувати приятеля Помпоніана і подивитись на виверження. Це коштувало йому життя. На околицях Стабій побудував власну віллу і приятель Цицерона — Марк Марій, що хворів на подагру. Вони жваво листувались і дещо з листів Цицерона випадково збереглося.

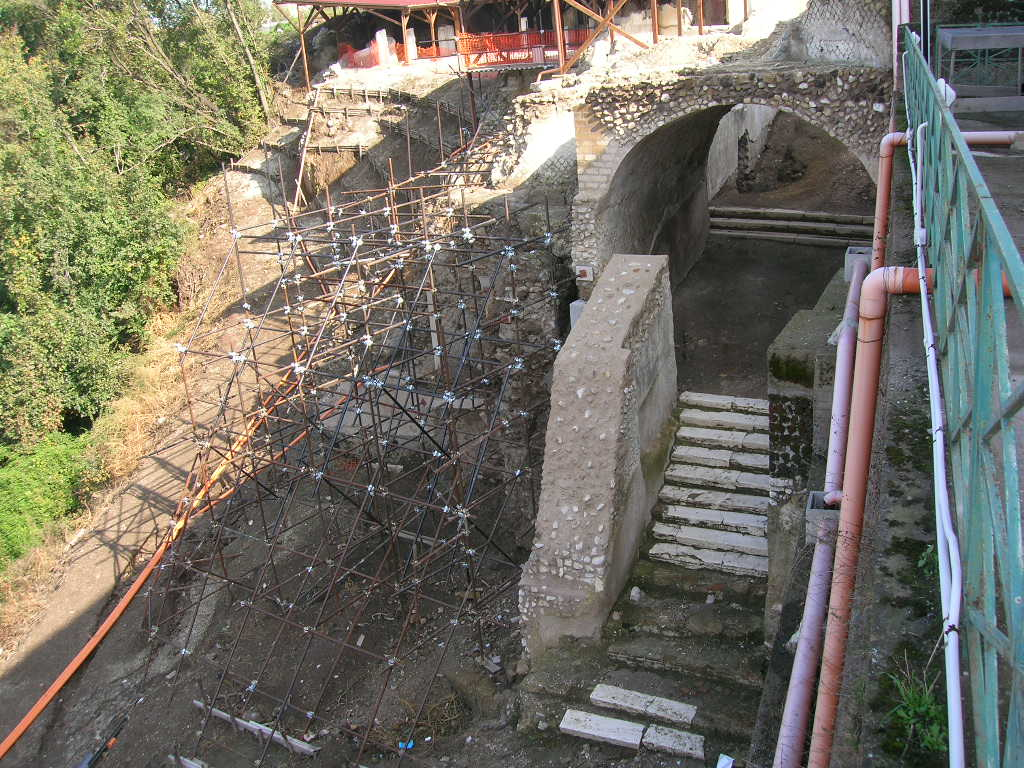
Розкопана міська брама Стабій до руйнації Суллою
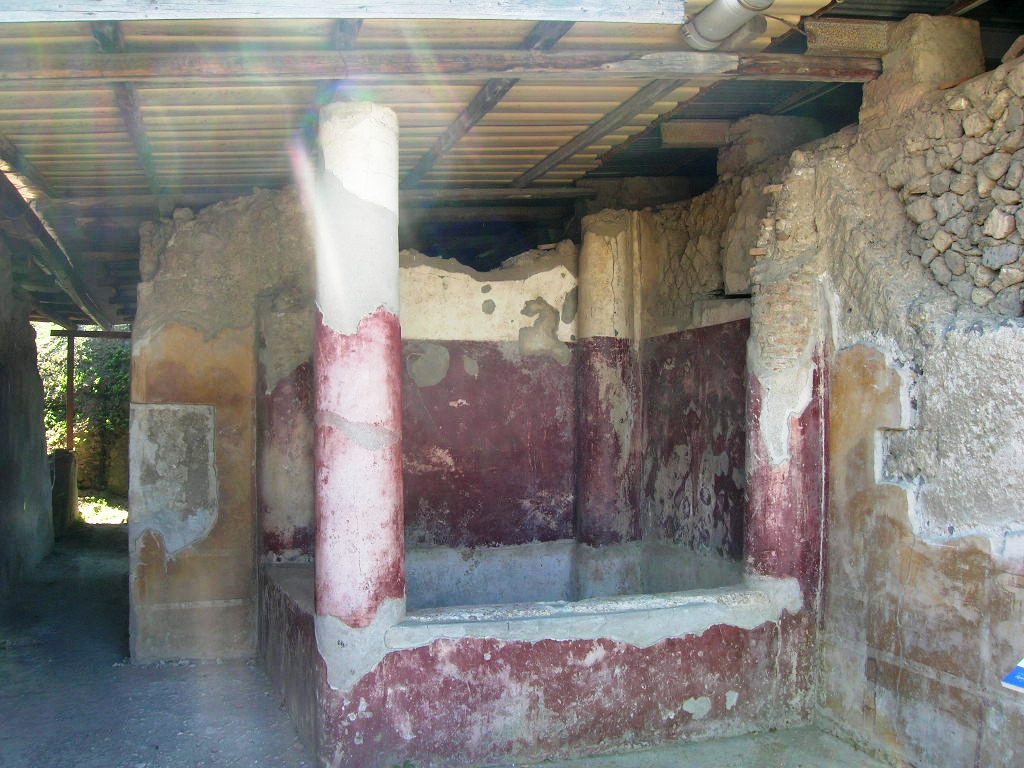
Ванна на віллі Аріадни
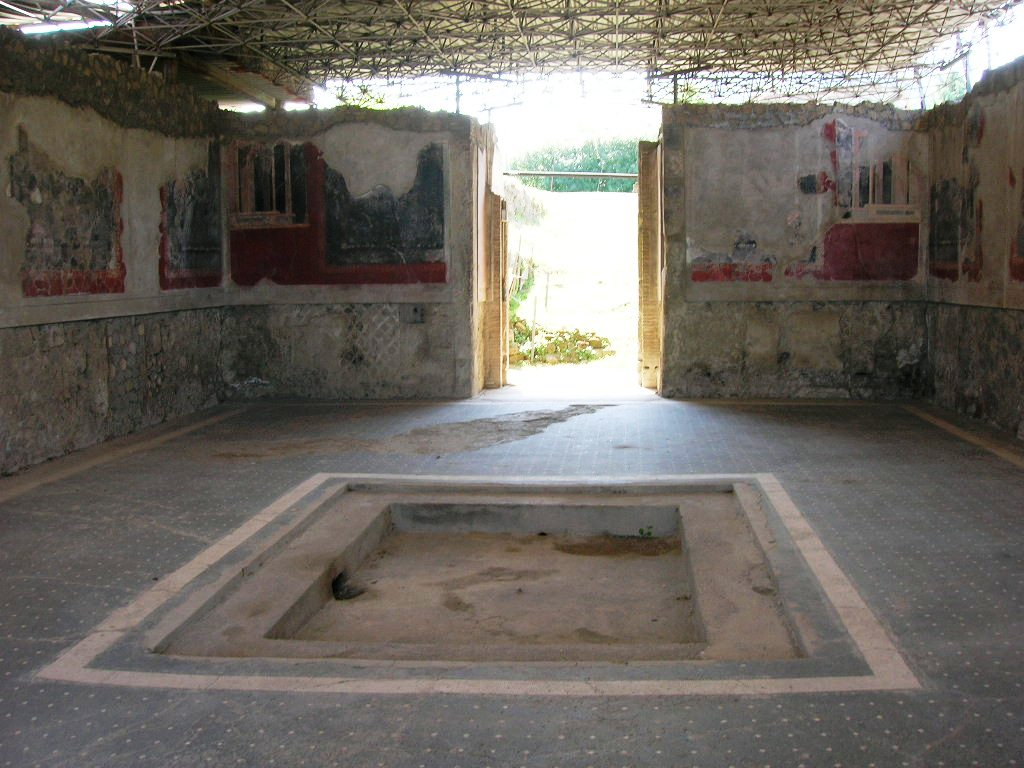
Імплювій вілли Аріадни з басейном і залишками фресок
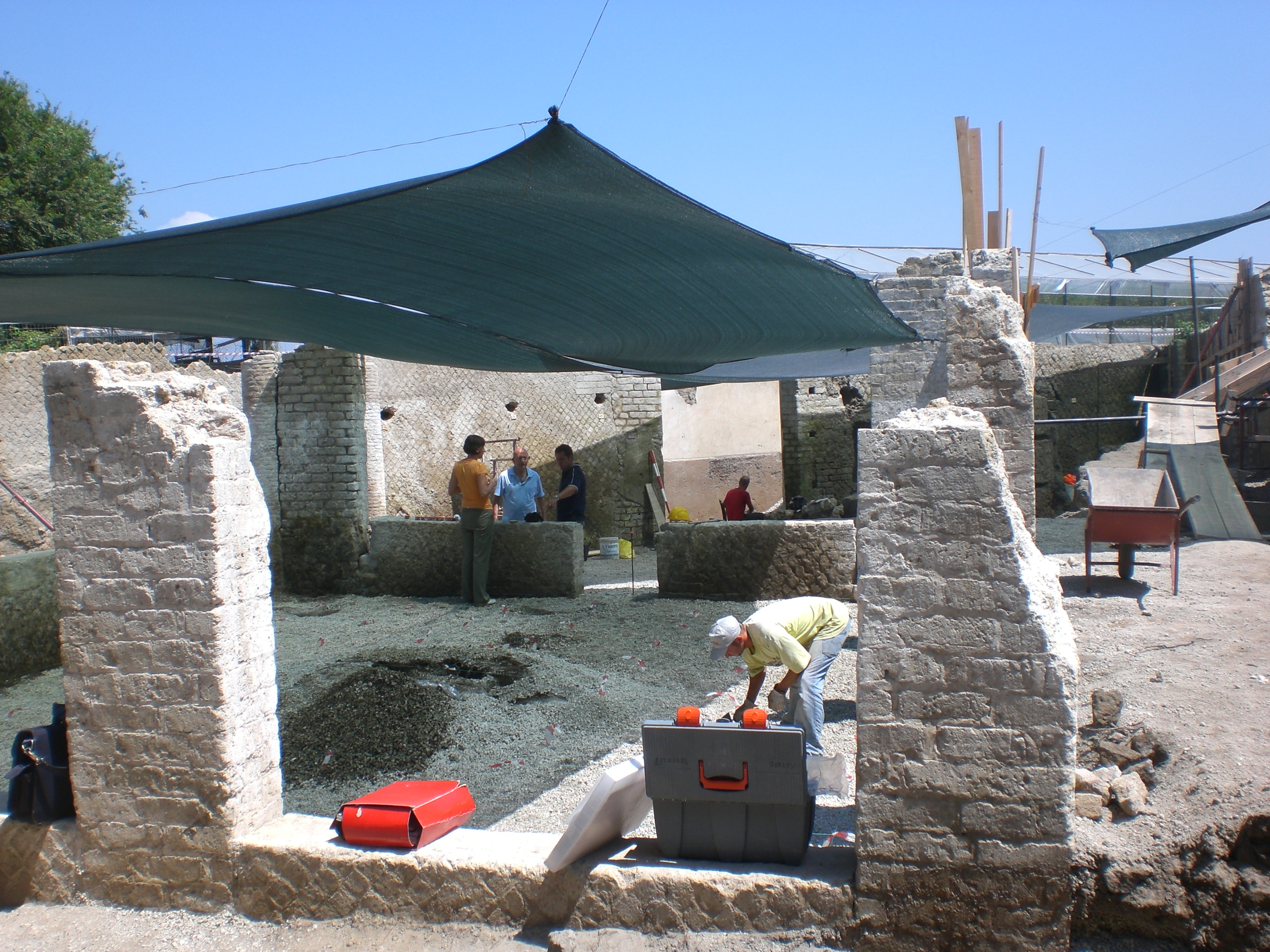
Нові археологічні розкопки в Стабіях (червень 2008)

## Найвідоміші вілли

### Вілла Аріадни

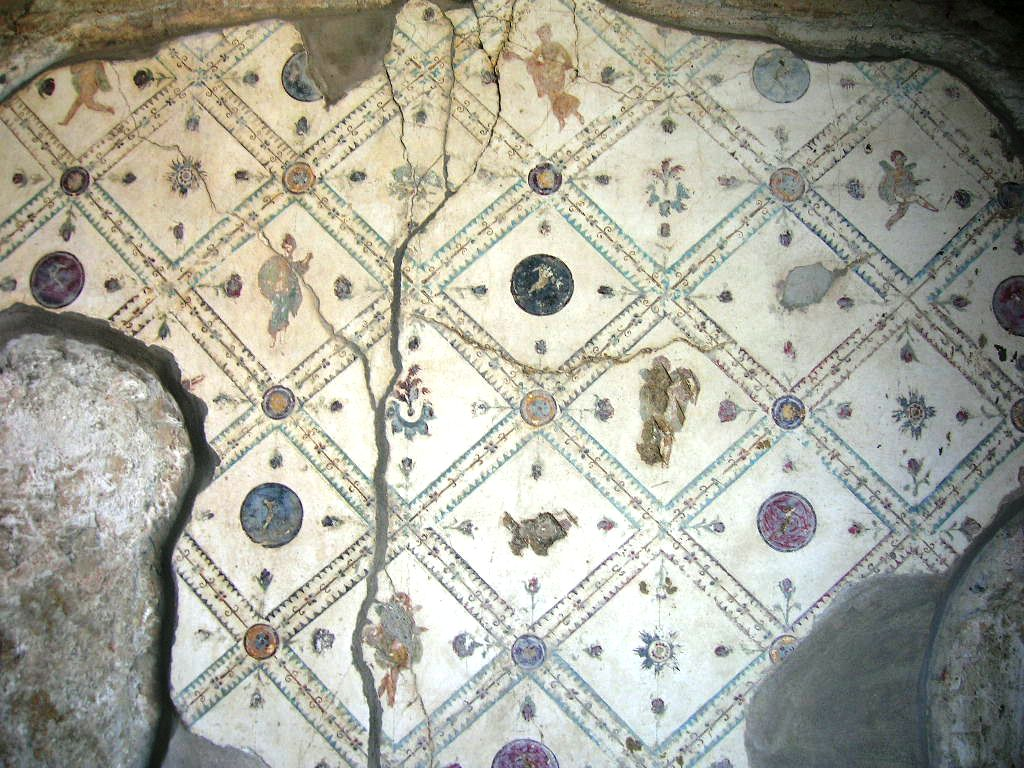
Декоративні стінописи, вілла Аріадни.

- Вілла Аріадни (Villa Arianna) — названа за фрескою, що зображає Діоніса, який рятує Аріадну з пустельного острова. Має один з найбільших внутрішніх дворів серед усіх римських вілл, а також підземний хід, що веде до моря, від якого вона розташована на відстані 100–200 м.

На віллі розкопано тринадцять просторих і світлих кімнат, де є спальні, вітальні, велика обідня кімната — трикліній. Мури і стеля триклінія були прикрашені стінописами. Під час землетрусу і вивержння вулкана стіни хиталися і тинк з фресками розпався на малі шматки, що впали на підлогу. Археологи годинами збирали ці шматочки, аби хоча би частково відновити античні композиції.
В кімнаті Моських чудовиськ знайдена фреска «Нереіда на морській пантері» на червоному тлі. Стіни вітальні (екуса) прикрашені фресками з архітектурними мотивами, рослинами і зображенями птахів і людей. Частку фресок закріпили на колишніх місцях, серед них і «Діоніс з Аріадною на осторі Наскос».

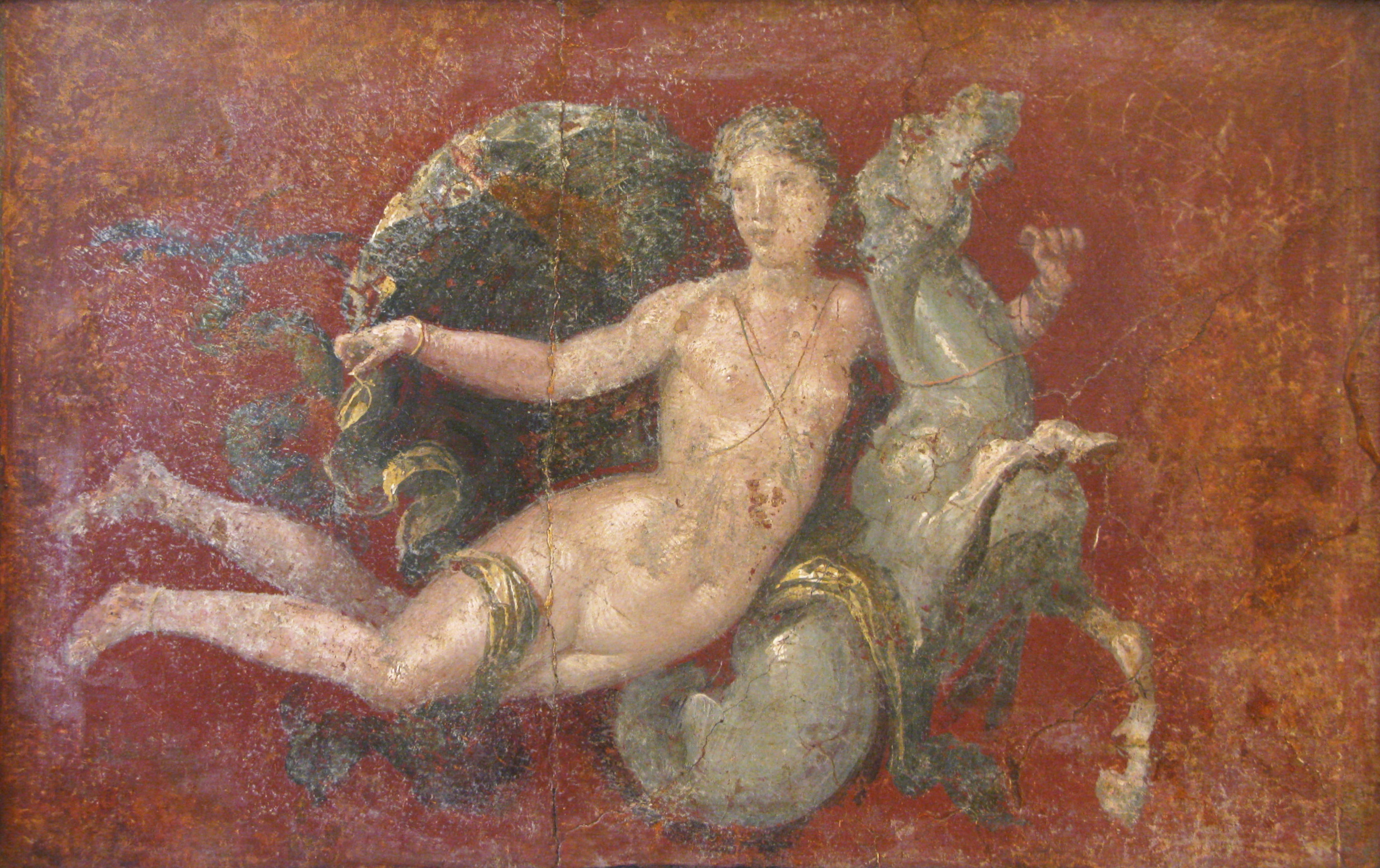
Нереїда верхи на морському коні
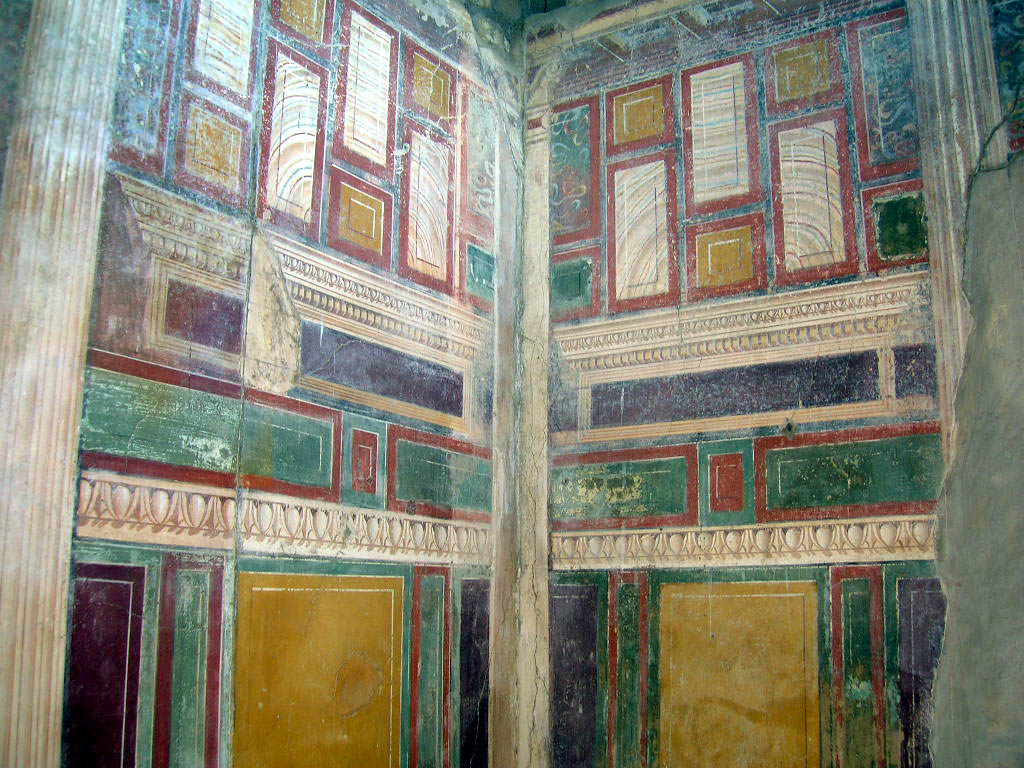
Фрески першого стилю(імітація брил кольорового каменю)
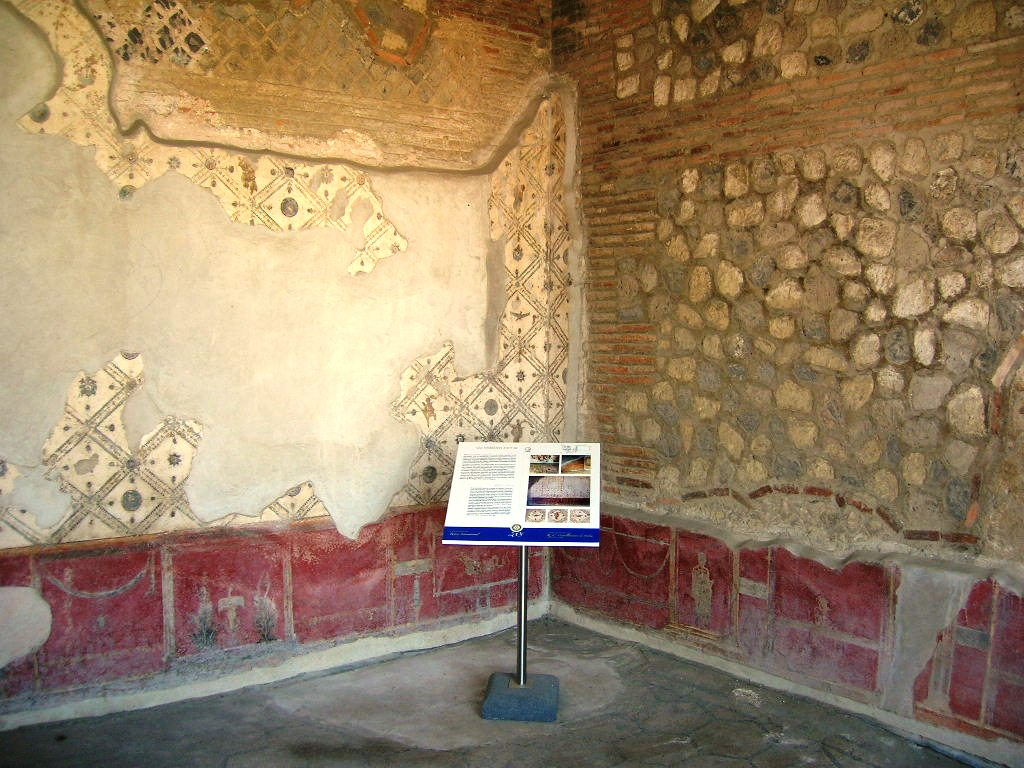
Декоративні фрески
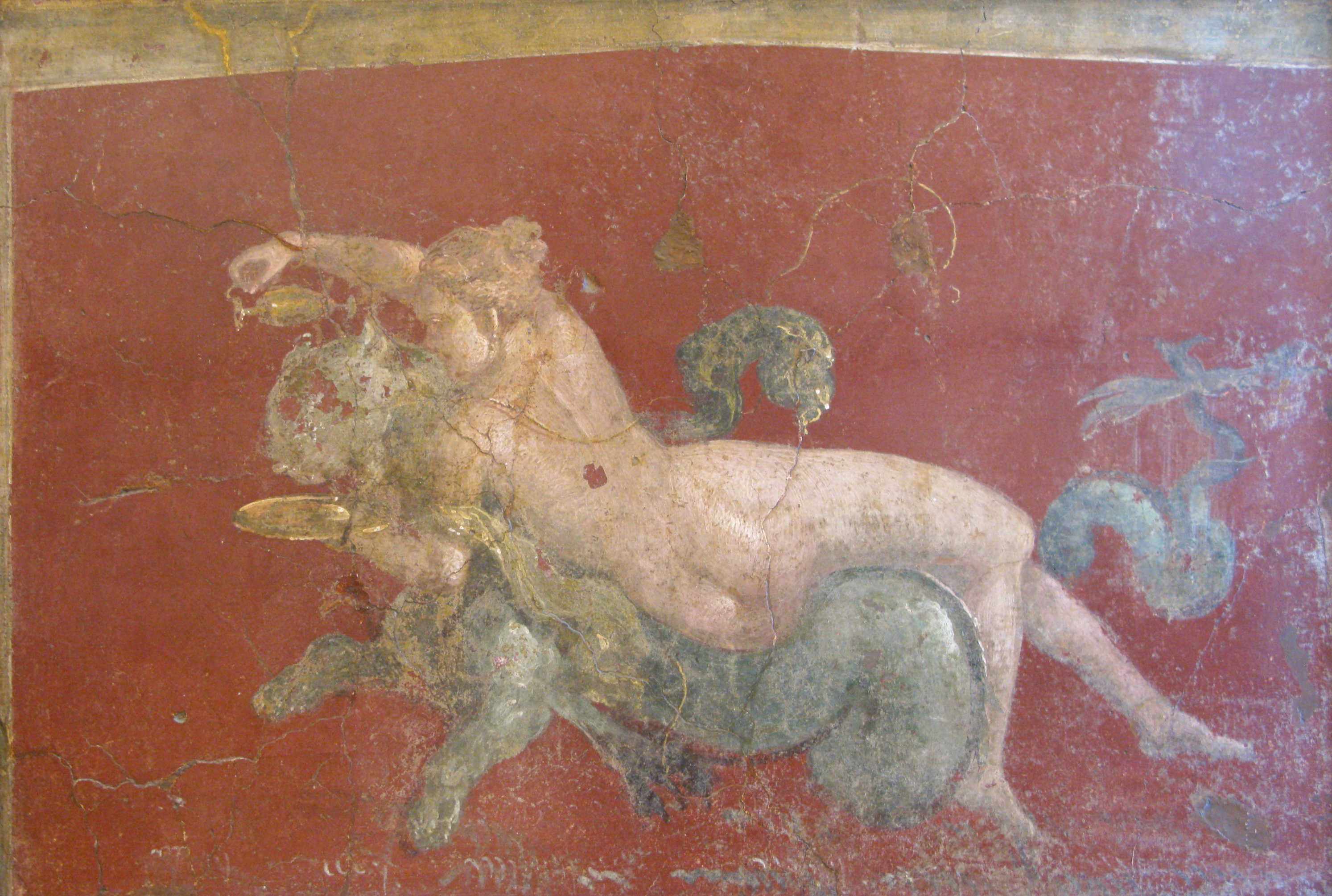
Нереїда на морській пантері

### Вілла Сан-Марко

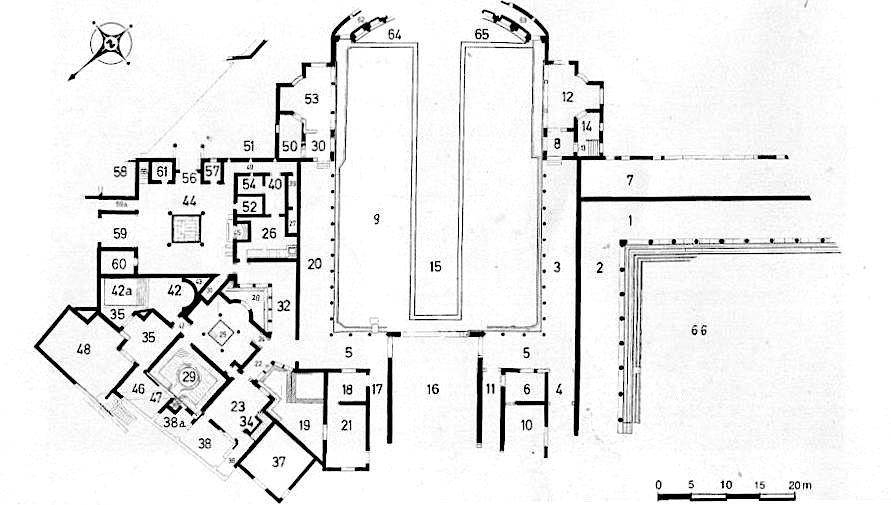
Вілла Сан-Марко, поземний план.

Вілла Сан-Марко (Villa San Marco) — одна з найбільших в Кампанії, що займає площу понад 11 000 м ². Включає власні терми, містить цінні фрески, мозаїки та скульптури.

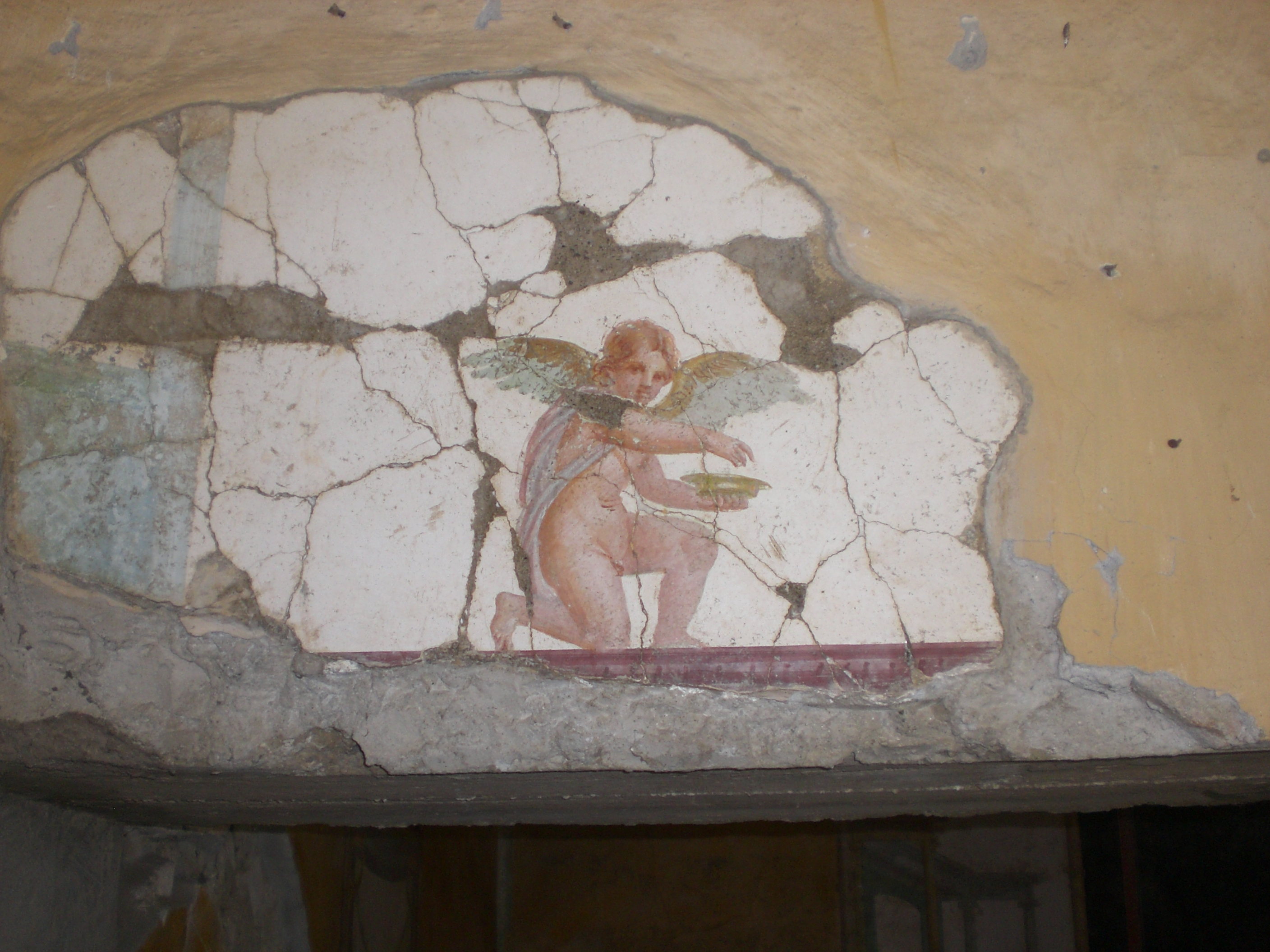
Фреска з вілли Сан-Марко
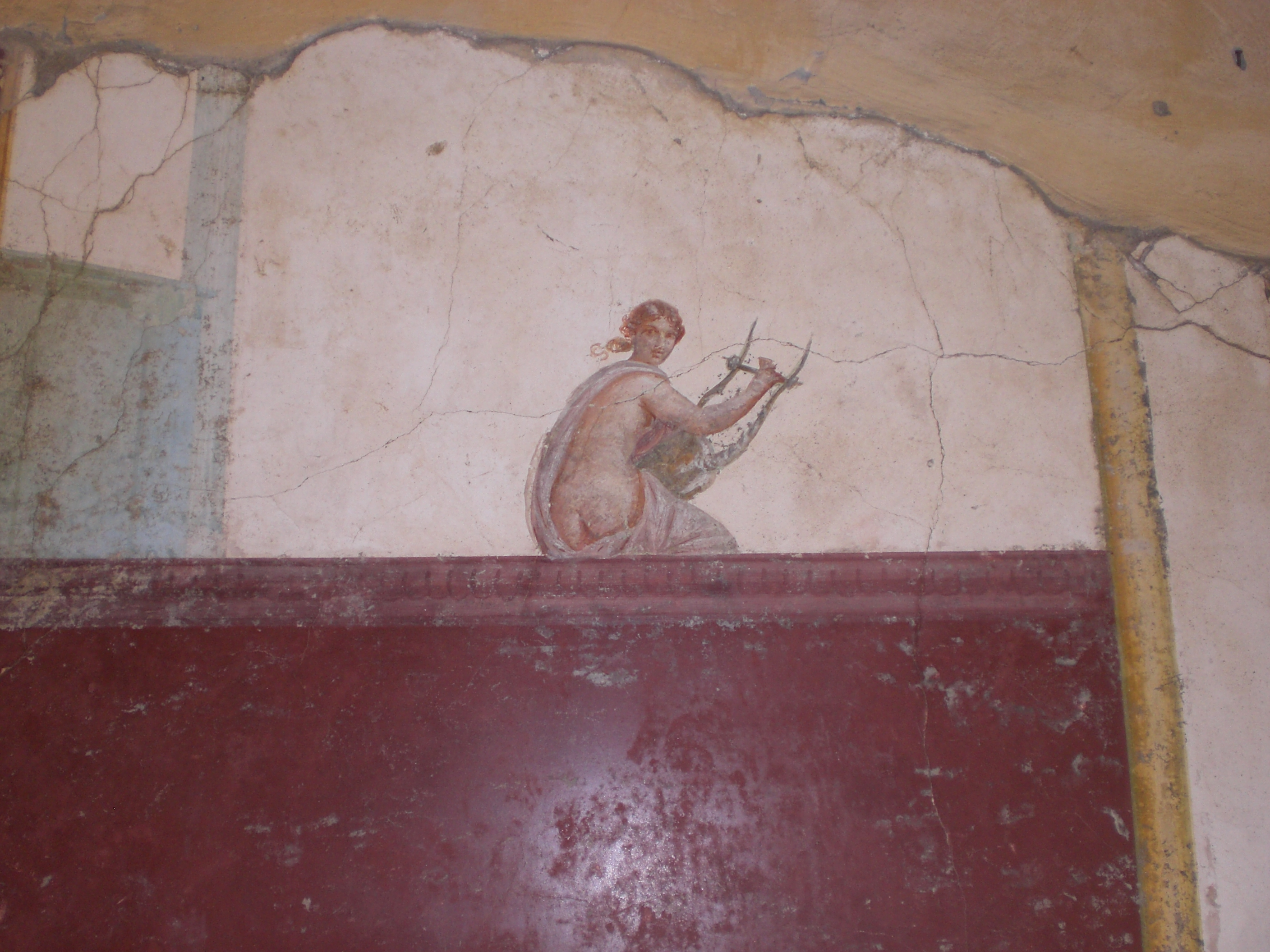
Фреска з вілли Сан-Марко — Жінка з лірою
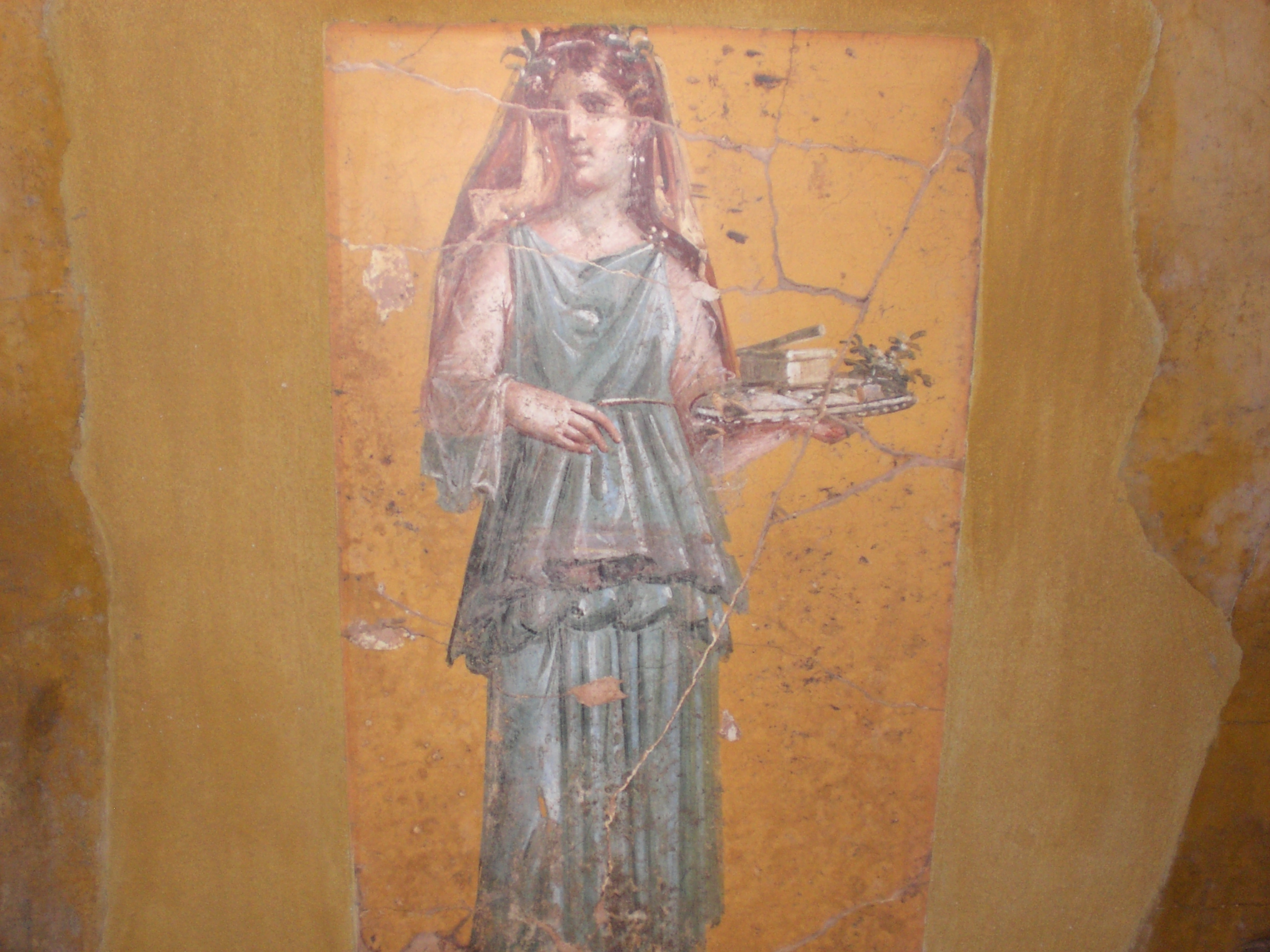
Фреска з вілли Сан-Марко - Жінка
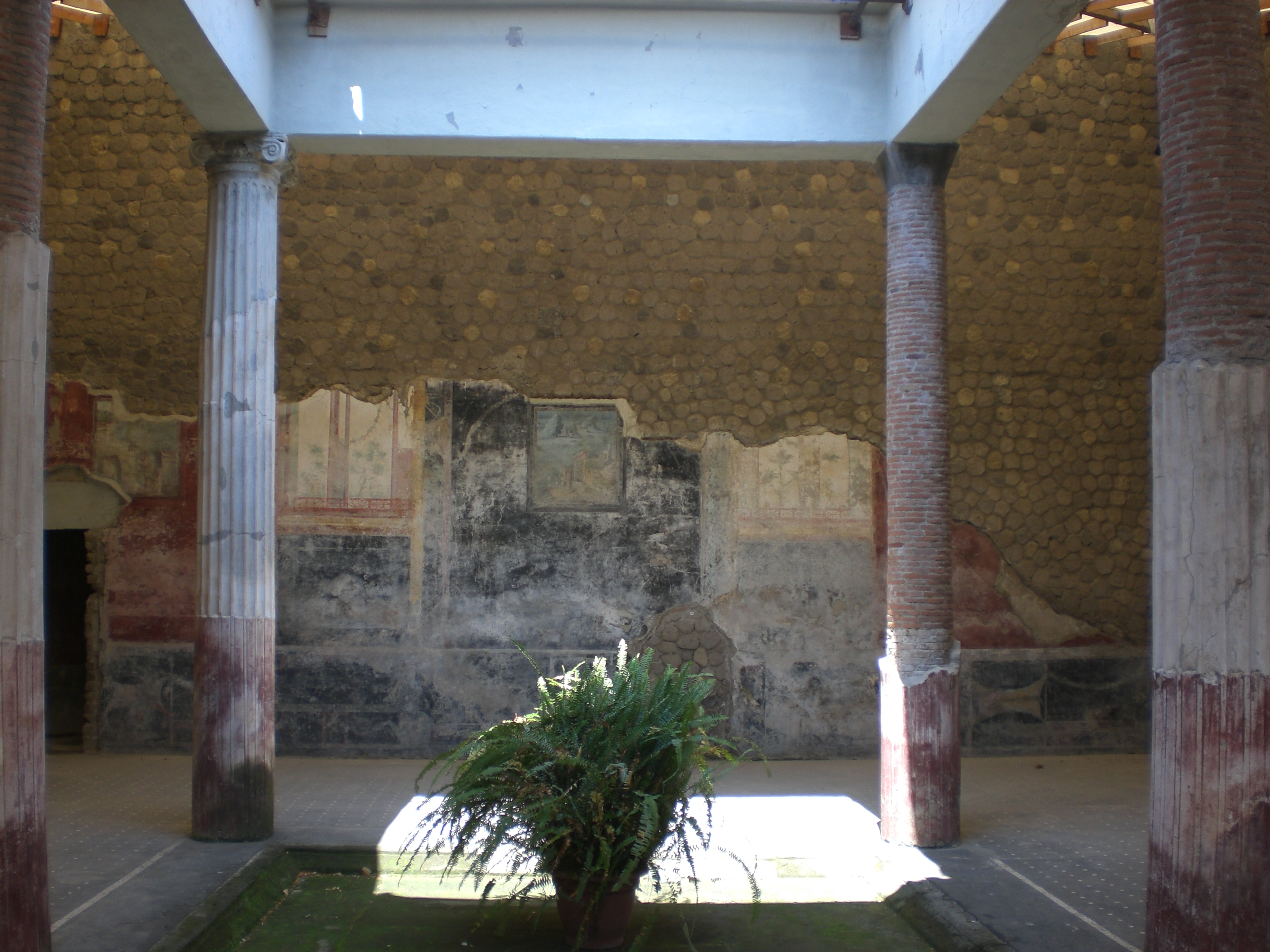
Вілла Сан-Марко — імплувіум
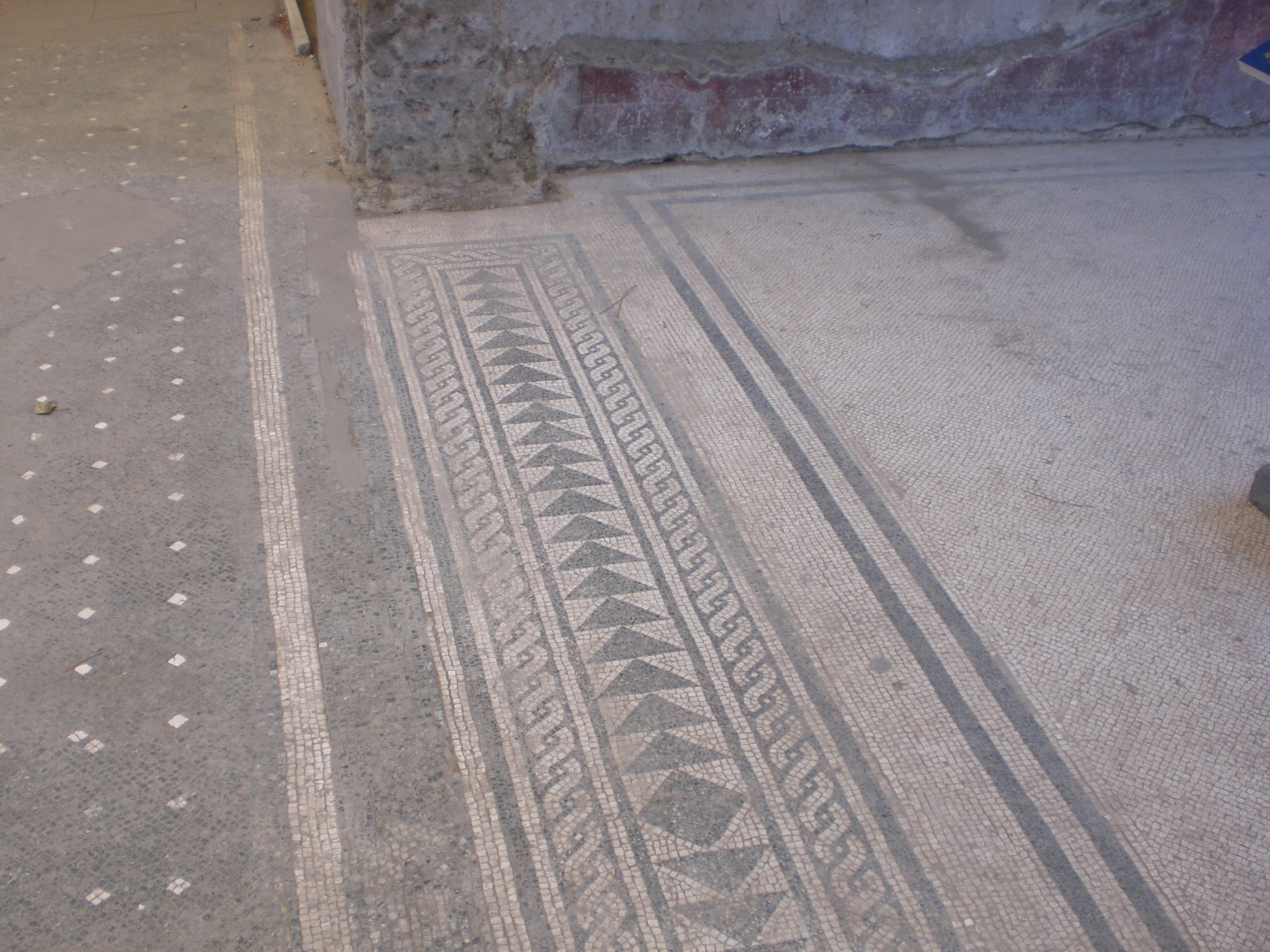
Вілла Сан-Марко — мармурова мозаїчна підлога
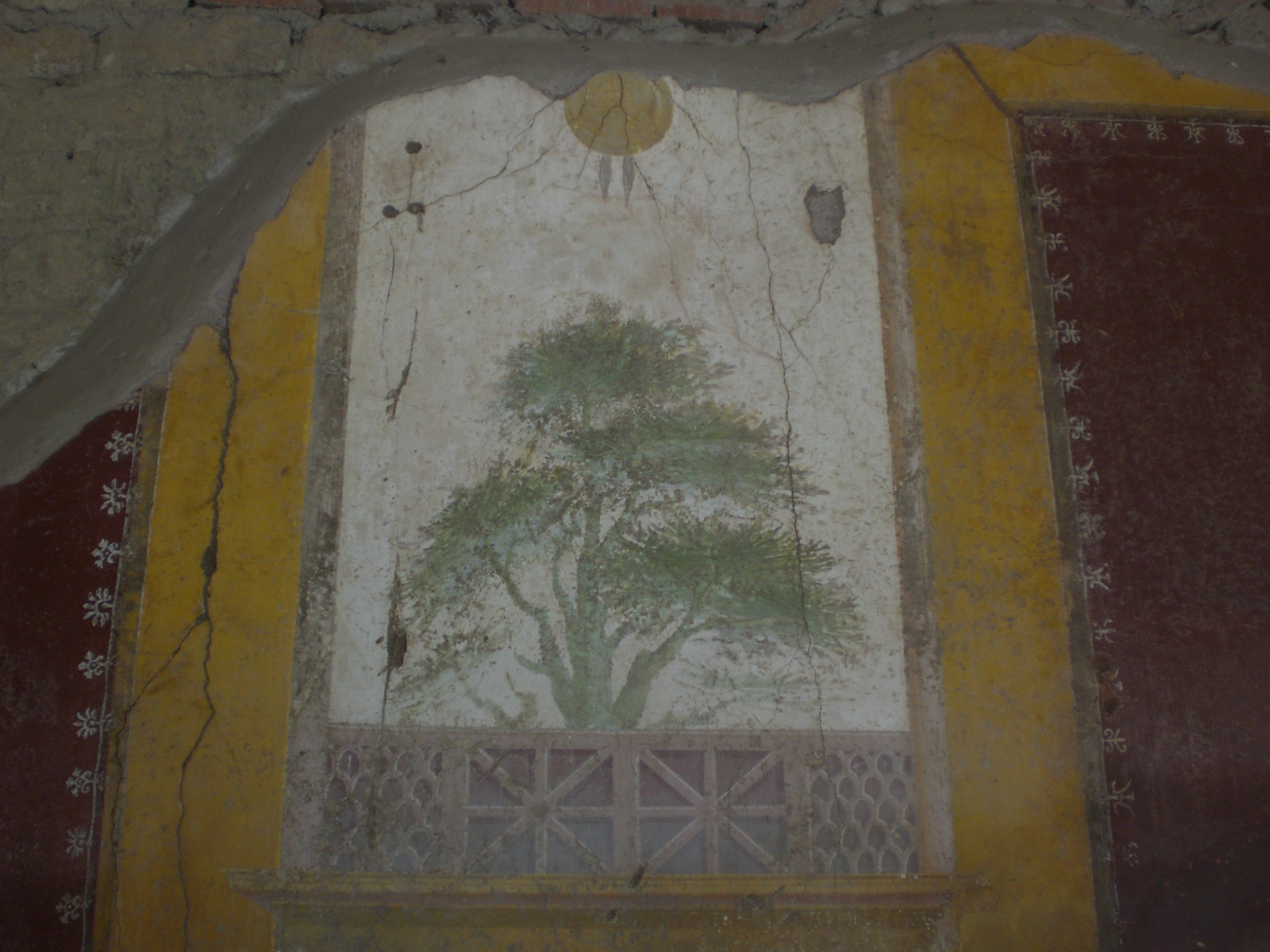
Фреска з вілли Сан-Марко — Дерево
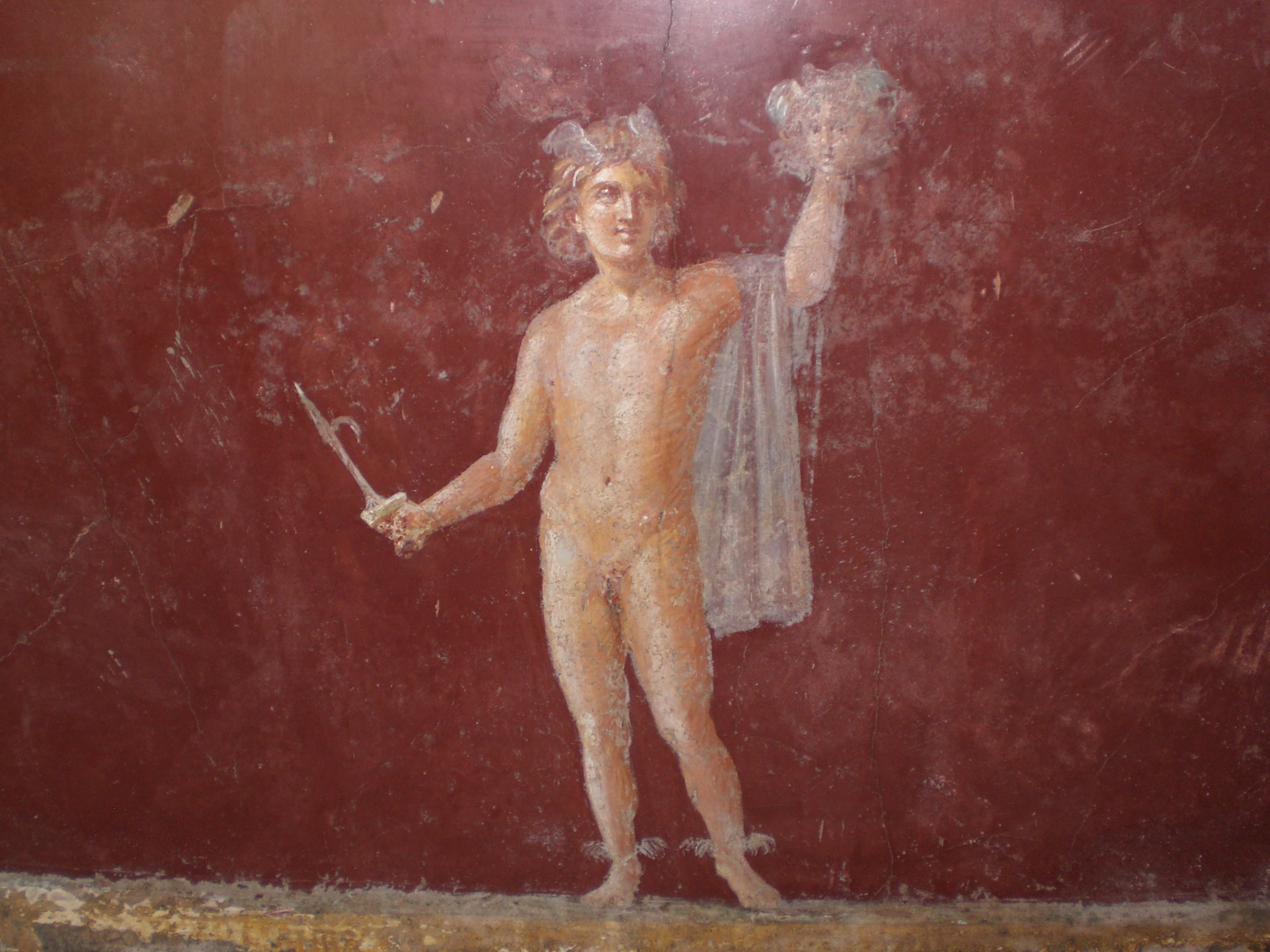
Фреска з вілли Сан-Марко — Персей з головою Медузи
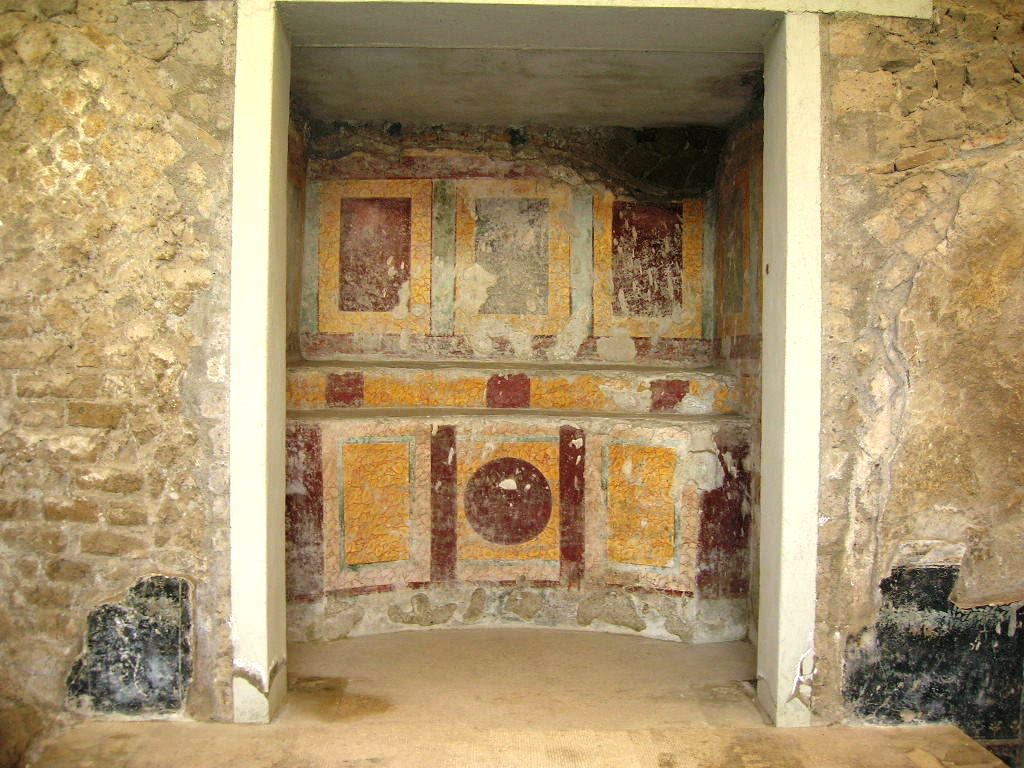
Ніша для ларів і пенатів, вілла Сан-Марко

### Вілла Пастуха
- Вілла Пастуха (Villa del Pastore) — отримала назву від знайденої у ній статуетки пастуха. Ще більша, ніж Сан-Марко, займає площу 19 000 м². Виявлена в 1967 році, проте досі досліджена не повністю. У ній відсутні житлові приміщення, у зв'язку з чим існує припущення, що вона була чимось на кшталт курорту з джерелами мінеральних вод.

## Галерея

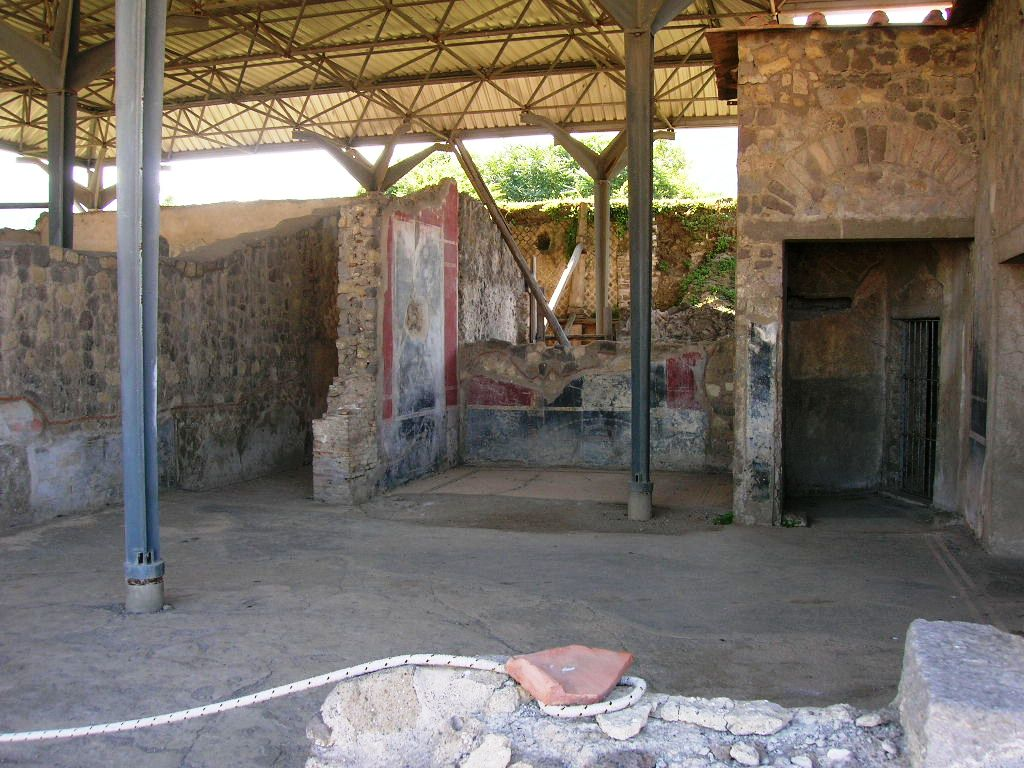
Сучасні дахи над роскопаними частинами.

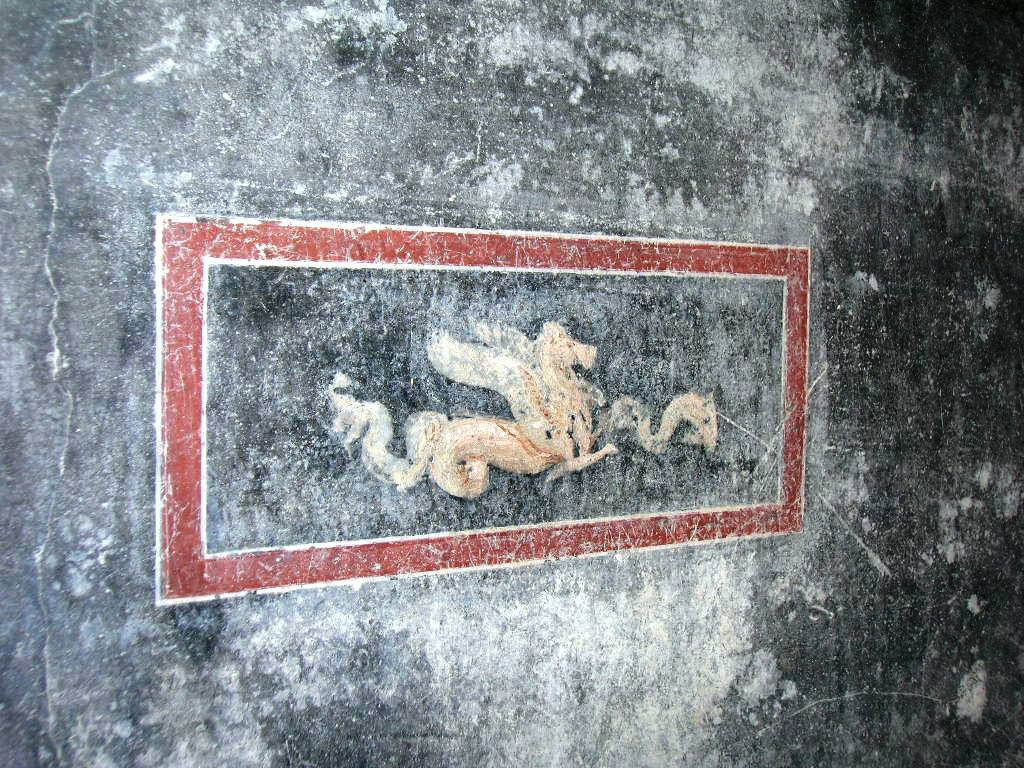
Міфічне чудовисько, фреска вілли Аріадни.
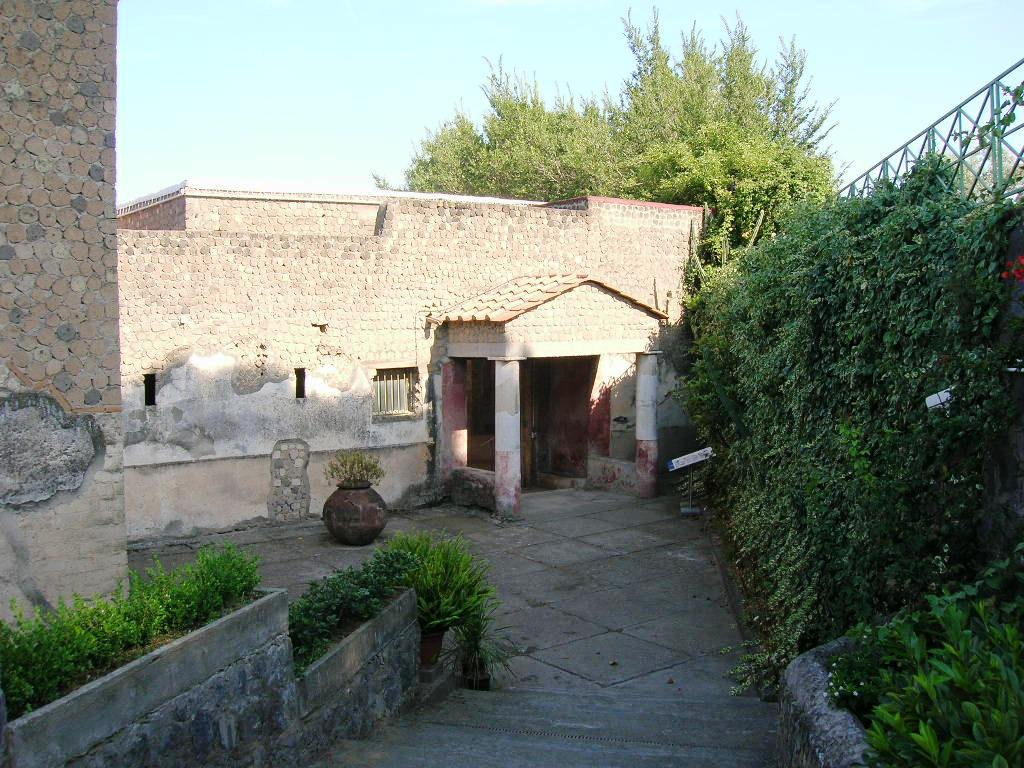
Головний вхід до вілли Сан-Марко
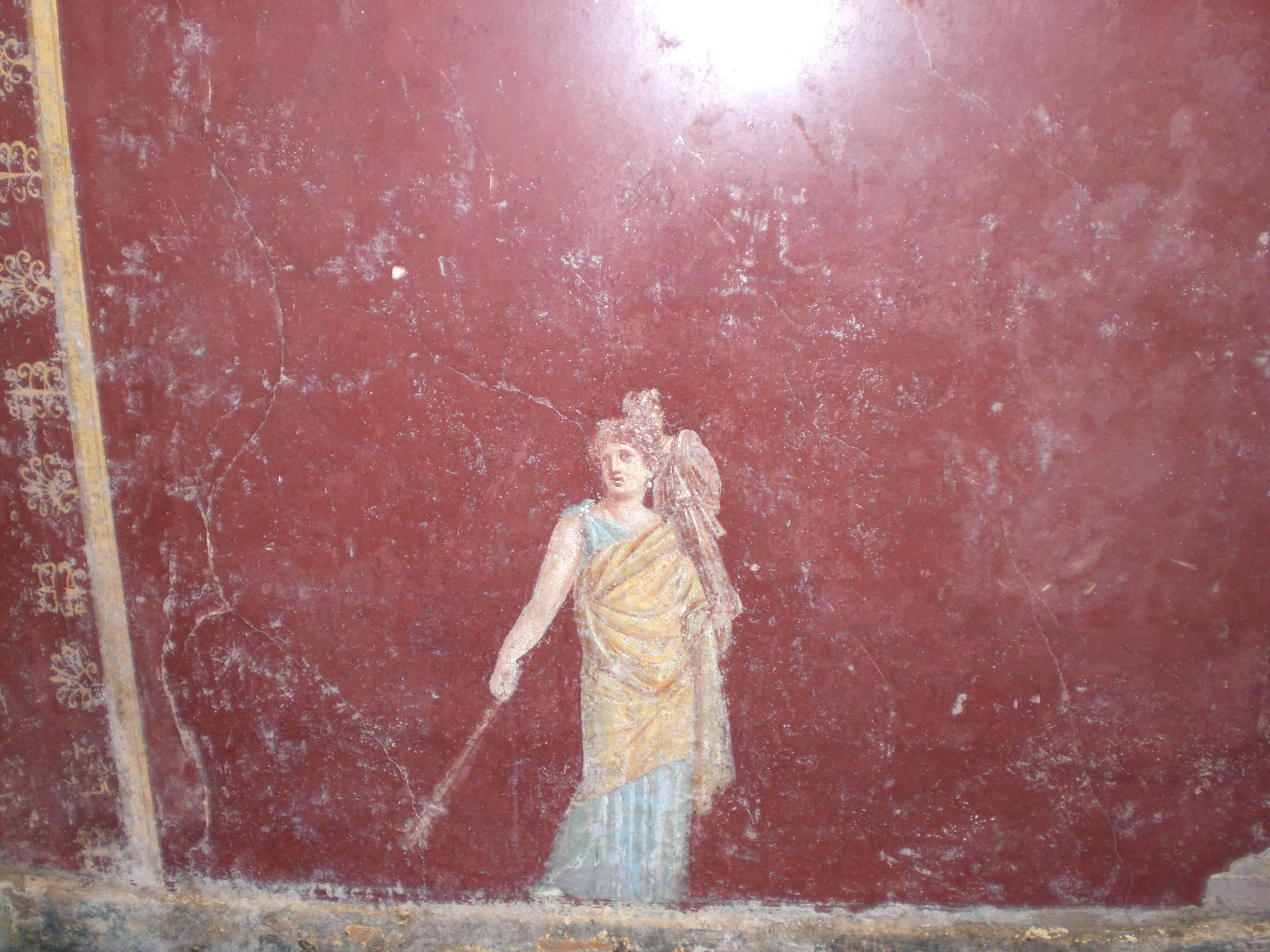
Фреска з вілли Сан-Марко – Іфгенія
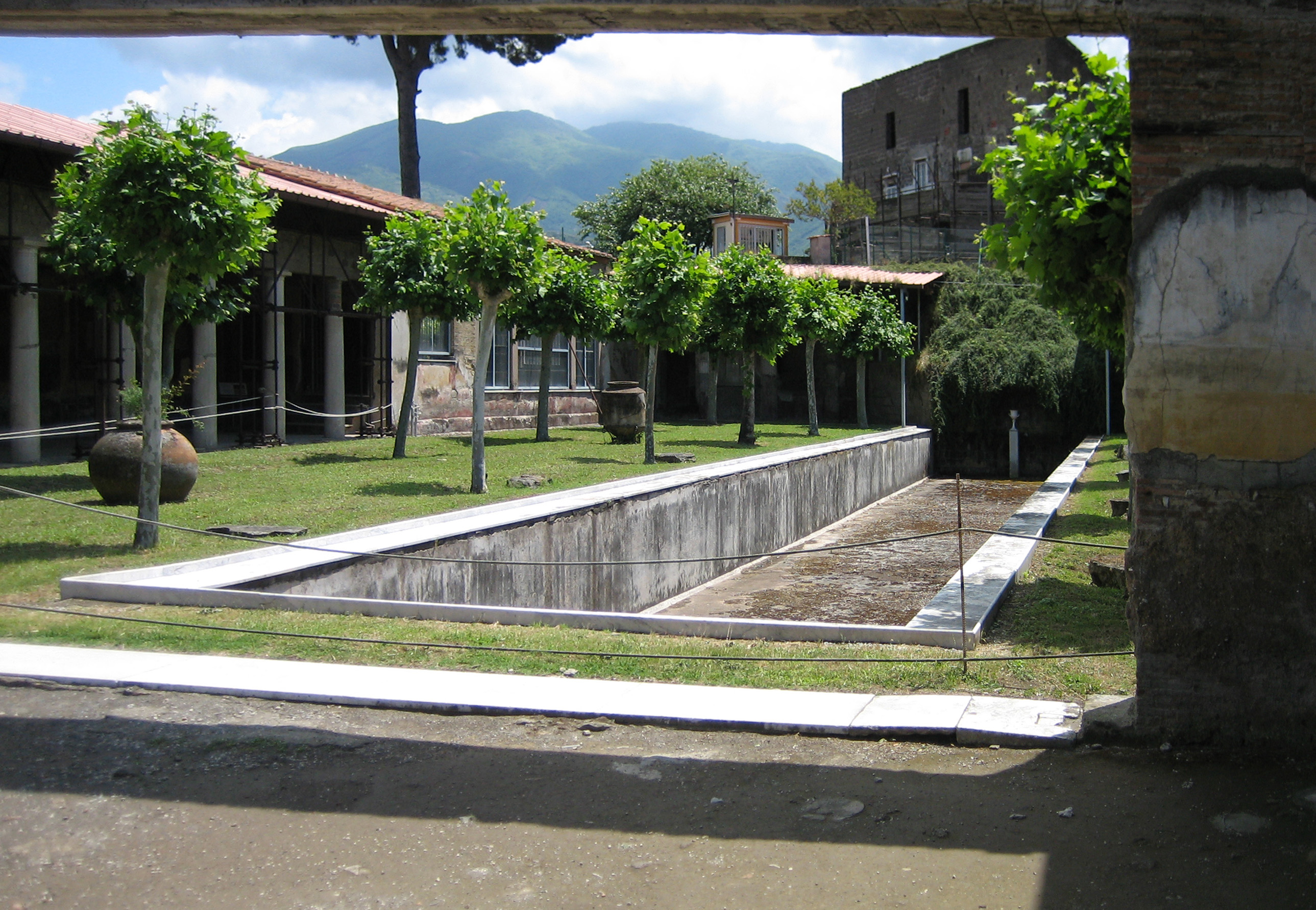
Перістиль вілли Сан-Марко з відновленими рослинами.